# Heaven and Earth (Al Jarreau)
Heaven and Earth è un album in studio del cantante statunitense Al Jarreau, pubblicato nel 1992.

## Tracce
1. What You Do to Me – 4:35
2. It's Not Hard to Love You – 6:11
3. Blue Angel – 5:08
4. Heaven and Earth – 4:27
5. Superfine Love – 5:24
6. Whenever I Hear Your Name – 5:28
7. Love of My Life – 4:01
8. If I Break – 5:47
9. (Blue in Green) Tapestry; The Dedication – 2:53
10. (Blue in Green) Tapestry; The Dance – 3:27